# Hrvoje Stević

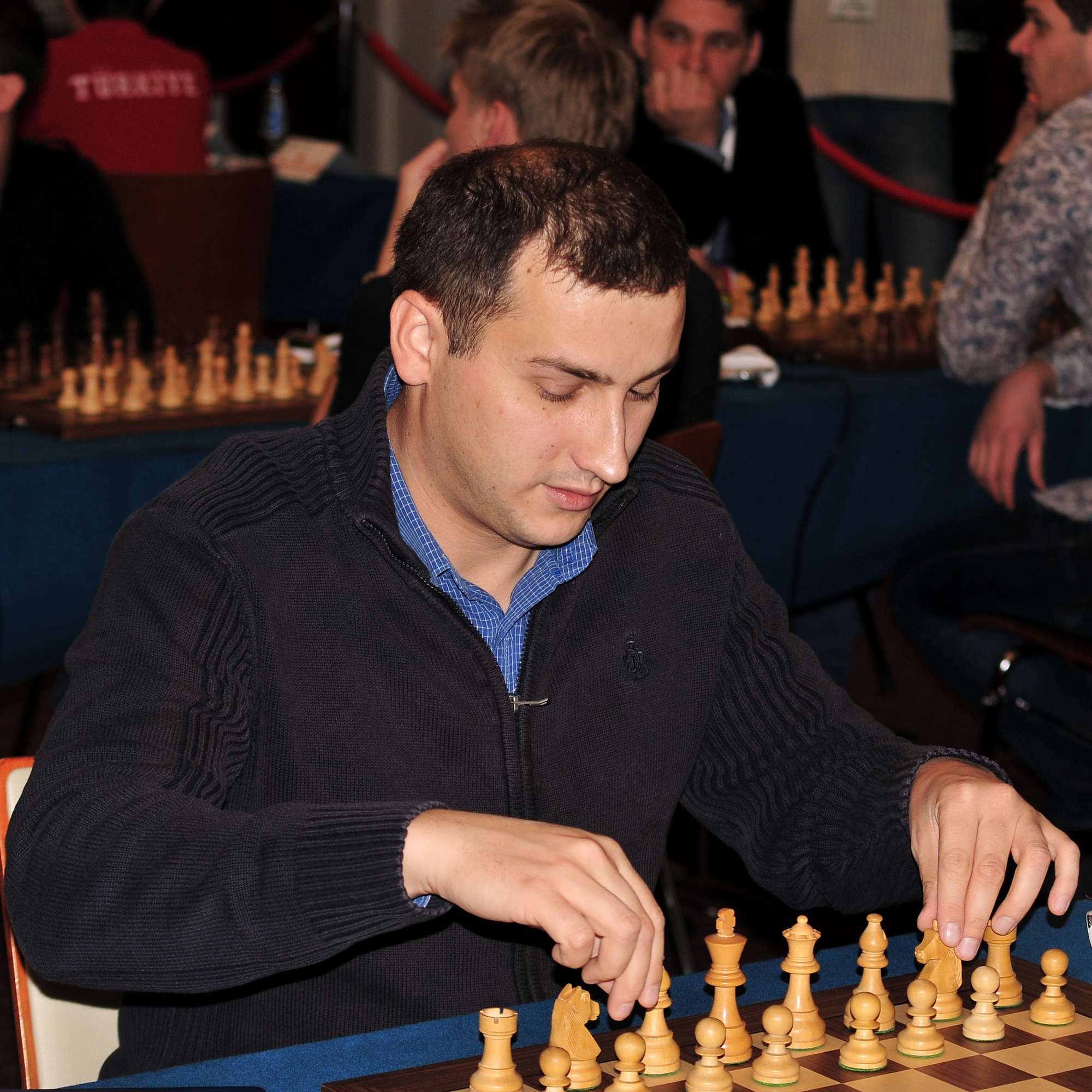
Hrvoje Stević in 2013

Hrvoje Stević (Osijek, 8 januari 1980) is een Kroatische schaker met een FIDE-rating van 2491 in 2006. Hij is een grootmeester.
- Van 7 t/m 17 november 2005 speelde hij mee in het toernooi om het kampioenschap van Kroatië dat door Krunoslav Hulak met 7½ punt uit 11 ronden gewonnen werd. Stević eindigde met 5½ punt op de vijfde plaats.